# Raszt
Raszt (pers. ‏رشت‎) – miasto w północnym Iranie, w pobliżu ujścia rzeki Safidrud do Morza Kaspijskiego, ośrodek administracyjny ostanu Gilan. Około 560,1 tys. mieszkańców. Przemysł jedwabniczy, rzemiosło, uniwersytet.

## Miasta partnerskie
Miasta partnerskie Rasztu:
- Astrachań, Rosja
- Trabzon, Turcja
- Kutaisi, Gruzja
- Moskwa, Rosja
- Multan, Pakistan